# Saison 1 de The Killing (série télévisée, 2011)
Chronologie
Saison 2
Cet article présente la première saison de la série télévisée américaine The Killing.

## Synopsis
À Seattle, l'inspecteur de la police criminelle Sarah Linden (Mireille Enos) et son coéquipier Stephen Holder (Joel Kinnaman) enquêtent sur le meurtre d'une jeune fille, Rosie Larsen, dont le corps sans vie a été découvert au fond d'un lac, dans le coffre d'une voiture de campagne de Darren Richmond (Billy Campbell), conseiller municipal et candidat à la mairie.

## Distribution de la saison

### Acteurs principaux
- Mireille Enos (VF : Anne Dolan) : Sarah Linden
- Joel Kinnaman (VF : Ludovic Baugin) : Stephen Holder
- Billy Campbell (VF : Emmanuel Jacomy) : Darren Richmond
- Michelle Forbes (VF : Emmanuelle Bondeville) : Mitch Larsen
- Brent Sexton (VF : Jean-François Aupied) : Stanley « Stan » Larsen
- Kristin Lehman (VF : Dominique Vallée) : Gwen Eaton

### Acteurs récurrents
- Eric Ladin (en) (VF : Antoine Schoumsky) : Jamie Wright
- Brendan Sexton III (VF : Julien Chatelet) : Belko Royce
- Jamie Anne Allman (en) (VF : Sybille Tureau) : Terry Marek
- Ashley Johnson (VF : Bénédicte Rivière) : Amber Ahmed, la femme de Bennet[1]

## Résumé de la saison
Qui a violé et tué Rosie Larsen ? À Seattle, l'inspectrice Sarah Linden, mutée en Californie, a très peu de temps pour découvrir le meurtrier de cette jeune femme de 17 ans. Mais alors que l'enquête semble impliquer un politicien en vue, la brigade criminelle voit se multiplier les obstacles.

## Liste des épisodes

### Épisode 1:Rosie Larsen
- États-Unis : 3 avril 2011 sur AMC
- France : 
  - 17 octobre 2011 sur Paris Première
  - 23 janvier 2014 sur M6

- États-Unis : 2,72 millions de téléspectateurs[2]

### Épisode 2:La Cage
- États-Unis : 3 avril 2011 sur AMC
- France : 
  - 17 octobre 2011 sur Paris Première
  - 30 janvier 2014 sur M6

- États-Unis : 2,72 millions de téléspectateurs[2]

### Épisode 3:El diablo
- États-Unis : 10 avril 2011 sur AMC
- France : 
  - 17 octobre 2011 sur Paris Première
  - 6 février 2014 sur M6

- États-Unis : 2,556 millions de téléspectateurs[3]

Tandis que la criminelle découvre des traces de sang dans "La Cage", la nouvelle de la mort de Rosie fait les gros titres, ce qui embarrasse Richmond. Il suspecte alors une taupe dans son équipe.

### Épisode 4:Un écho silencieux
- États-Unis : 17 avril 2011 sur AMC
- France : 
  - 24 octobre 2011 sur Paris Première
  - 6 février 2014 sur M6

- États-Unis : 2,507 millions de téléspectateurs[4]

À l'aide d'une vidéo prise par un téléphone portable, Sarah et Stephen identifient Jasper et Kris dans "La Cage" le soir d'Halloween. Interrogée, Sterling, la meilleure amie de Rosie, apprend aux inspecteurs que cette dernière se comportait de façon étrange depuis quelque temps, voyant quelqu'un de toute évidence. Inspectant la chambre de Rosie, Sarah y trouve, cachées à l'intérieur d'un globe terrestre, des lettres manuscrites lui étant adressées. 

### Épisode 5:Super 8
- États-Unis : 24 avril 2011 sur AMC
- France : 24 octobre 2011 sur Paris Première

- États-Unis : 2,254 millions de téléspectateurs[5]

Sarah et Stephen suspectent Bennet Ahmed, professeur de Rosie, d'être l'auteur des lettres retrouvées dans sa chambre. Mais ce dernier nie tout en bloc. Cependant, il porte à leur connaissance un film au format Super 8 réalisé par la jeune fille. L'entretien avec la femme d'Ahmed, Amber, n'apporte rien de concluant. 

### Épisode 6:Le Fruit de leurs entrailles
- États-Unis : 1er mai 2011 sur AMC
- France : 24 octobre 2011 sur Paris Première

- États-Unis : 1,808 million de téléspectateurs[6]

Sarah ayant découvert de l'hydroxyde d'ammonium chez Bennet Ahmed, un produit également décelé sur le cadavre de Rosie, elle est désormais convaincue que la jeune fille s'est rendue chez lui le soir de sa disparition, ce que les voisins du couple Ahmed confirment.

### Épisode 7:Vengeance
- États-Unis : 8 mai 2011 sur AMC
- France : 31 octobre 2011 sur Paris Première

- États-Unis : 1,825 million de téléspectateurs[7]

Après l'enterrement de Rosie, Stan invite Ahmed à faire un tour en voiture avec lui dans le but de se venger, mais il se ravise au dernier moment. Sarah et son fils Jack ont manqué leur vol pour Oakland. Sarah décide alors de continuer l'enquête sur Rosie Larsen. Amber Ahmed finit par lui révéler que Rosie est bien venue le soir où elle a disparu et qu'un ami de son mari, un certain Mohammed, était présent. Se rendant dans une mosquée locale, Sarah et Stephen se font discrètement glisser l'adresse de cet ami. 

### Épisode 8:La Tête du roi
- États-Unis : 15 mai 2011 sur AMC
- France : 31 octobre 2011 sur Paris Première

- États-Unis : 1,977 million de téléspectateurs[8]

Ayant peut-être compromis la filature d'un groupe terroriste menée par le FBI en se rendant à l'adresse qui leur a été donnée, Sarah et Stephen risquent de perdre la direction de l'enquête. Mais la découverte sur place d'un sweat-shirt appartenant à Rosie ainsi que d'une clé sur son cadavre relance les investigations. Les enquêteurs trouvent également un mot griffonné par Rosie sur un bout de papier, "Adela". Cependant, Sarah et son fils s'éloignent de plus en plus.

### Épisode 9:À corps et à cris
- États-Unis : 22 mai 2011 sur AMC
- France : 31 octobre 2011 sur Paris Première

- États-Unis : 1,686 million de téléspectateurs[9]

Richmond se sent de plus en plus hors course. En effet, Adams, pour se disculper, fait croire aux journalistes qu'il a subi une vasectomie et qu'il ne peut donc pas être le père de l'enfant.
Ayant surpris son mari au téléphone avec le fameux Mohammed, s'entretenant d'une affaire de passeports, Amber Ahmed décide de transmettre le numéro de ce dernier à Sarah. Stephen et elle l'interceptent dans un supermarché. Seulement, les deux inspecteurs finissent par se rendre compte qu'Ahmed et Mohammed ne sont pas impliqués dans la bonne affaire. En vérité, ils ont cherché à faire disparaître une jeune fille de la mosquée, Aisha, afin de la protéger d'un mariage forcé, et non Rosie.

### Épisode 10:Adela
- États-Unis : 29 mai 2011 sur AMC
- France : 7 novembre 2011 sur Paris Première

- États-Unis : 1,971 million de téléspectateurs[10]

Ahmed est conduit à l'hôpital dans un état critique. Dès l'instant où il réalise qu'il a tabassé un homme innocent, Stan se rend de lui-même à la police. Lorsque Sarah annonce à Richmond qu'Ahmed a été innocenté, celui-ci en profite pour relancer sa campagne avec succès.

### Épisode 11:Nerfs à vif
- États-Unis : 5 juin 2011 sur AMC
- France : 7 novembre 2011 sur Paris Première

- États-Unis : 1,983 million de téléspectateurs[11]

### Épisode 12:Beau Soleil
- États-Unis : 12 juin 2011 sur AMC
- France : 7 novembre 2011 sur Paris Première

- États-Unis : 1,828 million de téléspectateurs[12]

Le couple Larsen se déchire lorsque Mitch s'entretient avec son époux au parloir de la prison. 

### Épisode 13:Orpheus
- États-Unis : 19 juin 2011 sur AMC
- France : 7 novembre 2011 sur Paris Première

- États-Unis : 2,317 millions de téléspectateurs[13]

Grâce aux E-mails envoyés par ses soins, Sarah est presque sûre qu'Orpheus n'est autre que Richmond lui-même et qu'il a peut-être un lien avec le meurtre de Rosie Larsen. Reste à le prouver. Alors que les aventures du conseiller sont révélées par la presse, Stan se rend au chevet d'Ahmed, toujours dans le coma, et y rencontre sa femme Amber. 
Lors de l'inspection d'une station-service, le pompiste révèle à Sarah et Stephen qu'une berline noire a fait le plein tard dans la nuit de la disparition de Rosie. Il affirme également avoir entendu une jeune femme crier. À l'arrière du bâtiment, Sarah découvre une grille arrachée et un chemin semblant mener à l'endroit où le corps avait été découvert. La police s'enfonce dans la forêt et retrouve une chaussure appartenant à Rosie. Effondrée, Sarah confronte alors Richmond qui nie tout. Mais Gwen surprend leur altercation et confie à Sarah que Richmond était bien absent le soir du meurtre. Finalement, Stephen apporte une preuve indiscutable : une photo prise à un péage et montrant Richmond au volant de sa voiture ce soir-là. Le conseiller est arrêté.
Mais alors que Sarah et son fils sont à bord du vol qui les amènera à Oakland, celle-ci reçoit un coup de fil du péage qui l'informe que les caméras sont hors-service depuis plusieurs mois. Stephen a donc falsifié une preuve. 